# Bézu-Saint-Germain
Bézu-Saint-Germain är en kommun i departementet Aisne i regionen Hauts-de-France i norra Frankrike. Kommunen ligger  i kantonen Château-Thierry som ligger i arrondissementet Château-Thierry. År 2022 hade Bézu-Saint-Germain 991 invånare.

## Befolkningsutveckling
Antalet invånare i kommunen Bézu-Saint-Germain
Referens: INSEE